# ユビキチン

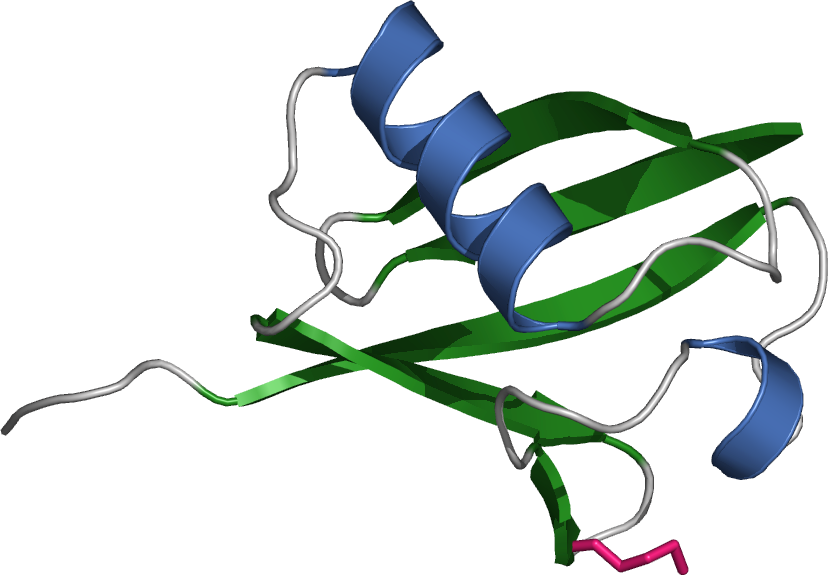
ユビキチンの構造のリボン図

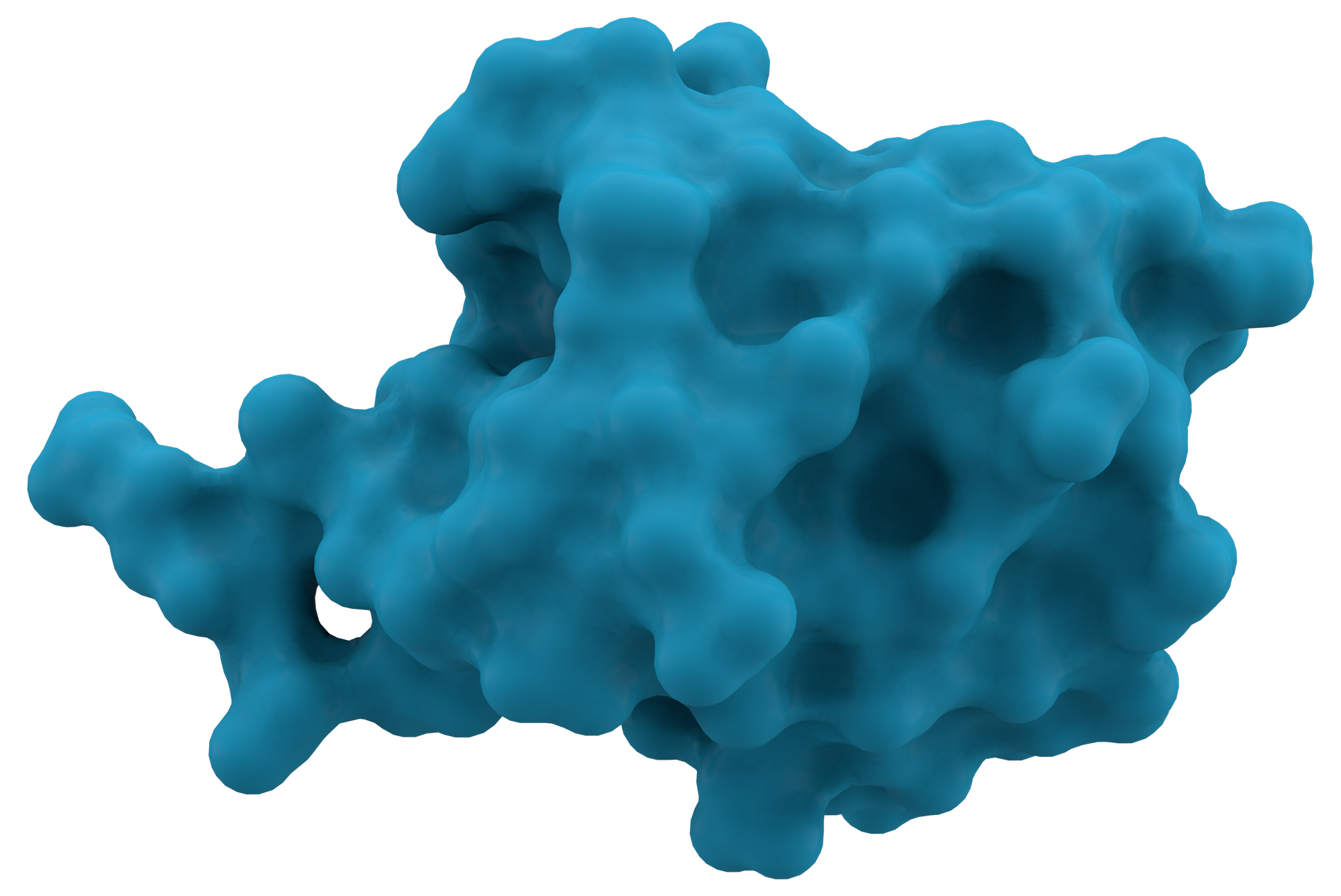
上図の分子表面表示

ユビキチン (ubiquitin) は76個のアミノ酸からなるタンパク質で、他のタンパク質の修飾に用いられ、タンパク質分解、DNA修復、翻訳調節、シグナル伝達などさまざまな生命現象に関わる。至る所にある (ubiquitous) ことからこの名前が付いた。進化的な保存性が高く、すべての真核生物でほとんど同じアミノ酸配列をもっている。古細菌も真核生物に近い一部の系統（アスガルド古細菌や"Caldiarchaeum"など）がユビキチンを持つ。

## 機能
ユビキチンは不要なタンパク質の除去を始めとして、DNA修復、シグナル伝達など多彩な機能を持っている。この機能の差は複数のユビキチンがどのような結合の仕方をするか（主にどのリシンをポリユビキチンの結合に使うか）で変わってくる（→後述）。
まずユビキチン化はフォールディングが異常なタンパク質（ミスフォールドタンパク質）や不要になったタンパク質を細胞から除去するためにも重要な役割を持っており、このシステムをタンパク質の品質管理と呼ぶ。新生タンパク質の約30％がミスフォールディングタンパク質であると言われており、まずはじめにこれらのタンパク質をHsp90等の分子シャペロンが修復しようと試みる。修復が不可能なほどタンパク質の構造がひどく壊れていたときには小胞体から細胞質に輸送され、分子シャペロンによって品質管理ユビキチンリガーゼとして働く C-terminus of Hsc-70-interacting protein (CHIP) などへと運ばれた後にユビキチン化を受け、プロテアソームによって分解される。これらの機構を小胞体関連分解 (Endoplasmic Reticulum(ER)-associated degradation; ERAD) と呼ぶ。この経路を利用して作られた医薬品が抗悪性腫瘍剤ボルテゾミブであり2006年12月に日本国内で発売開始された。
近年、ユビキチン-プロテアソーム系はMHCクラスI分子を介した細胞内由来タンパク質のCD8陽性T細胞への提示にも関与していることが明らかとなっている。抗原提示細胞の細胞質中にある、または細胞質中に取り込まれたタンパク質（ペプチド）はユビキチンプロテアソーム系により短いペプチド断片へと分解された後に、小胞体上のTAPを介して小胞体内にとりこまれ、小胞体内のMHCクラスI分子と会合し、細胞表面に輸送されてT細胞エピトープとして提示される。
また、サイクリン-CDK複合体のユビキチン化は細胞周期の制御に重要な役割を果たしている。

## ポリユビキチン
ユビキチン同士はいくつかの結合の仕方があり、それによって機能が異なってくる。ユビキチンには7つのリシン残基（Lys, K）があり、ポリユビキチンを形成する際、このリシンと別のユビキチンのC末端にあるグリシンがアミド結合を作るが、どのリシンを結合に使うかでユビキチンの機能が異なってくる。また、N末端のメチオニンとC末端のグリシンが結合してポリユビキチンを形成することもある。以下に、主なユビキチン（ポリユビキチン）鎖を整理する。
- K48ポリユビキチン鎖：48番目のリシン（K48, Lys48）を介したポリユビキチン。プロテアソームによる分解シグナルを伝える。
- K63ポリユビキチン鎖：63番目のリシン（K63, Lys63）を介したポリユビキチン。このポリユビキチン鎖がタンパク質と相互作用してシグナル伝達やDNA修復を行う。
- 直鎖状ポリユビキチン鎖：1番目のメチオニン（M1, Met1）を介したポリユビキチン。NF-κBの活性化に関わる。

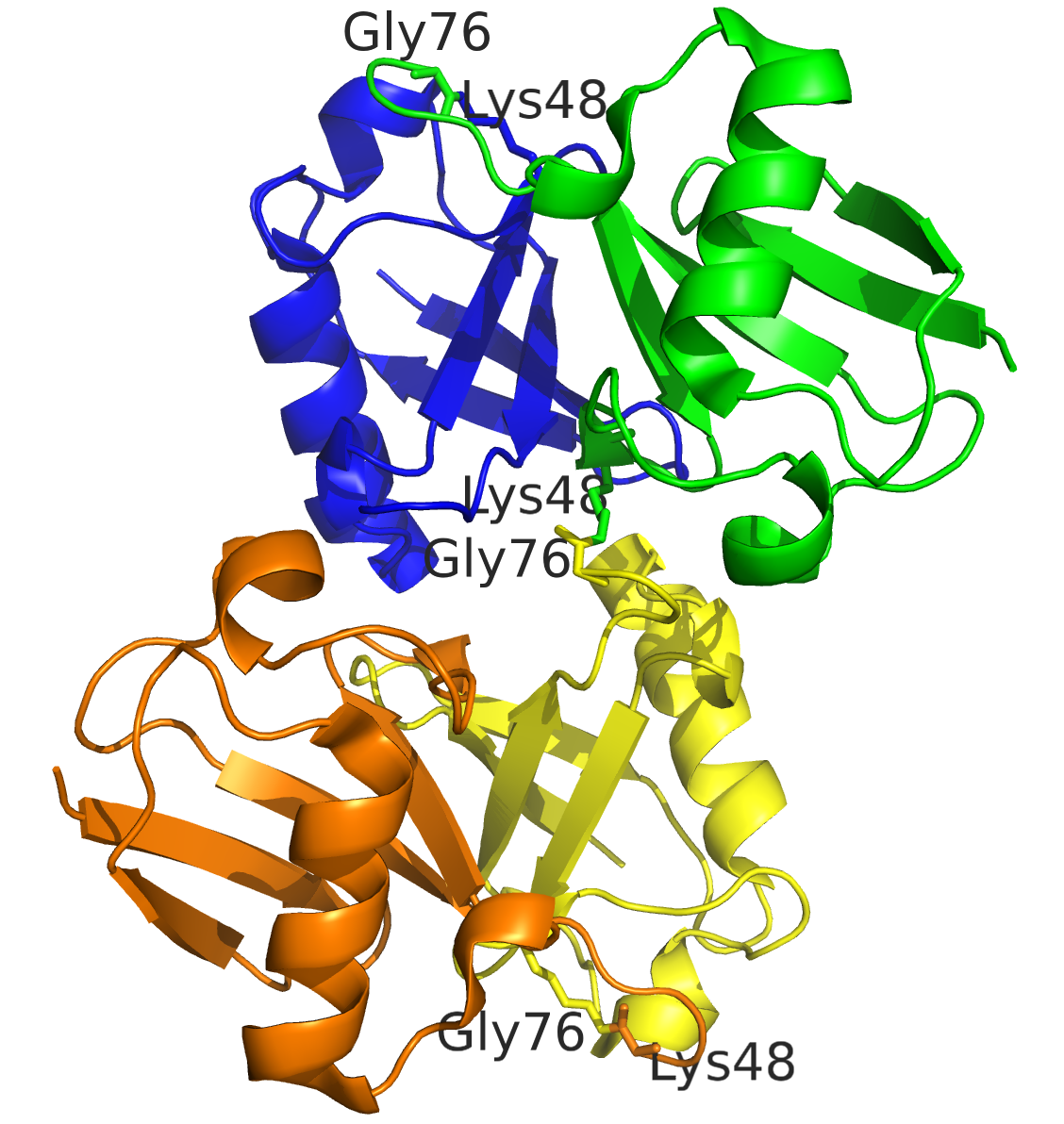
Lys48を介したテトラユビキチン（K48ポリユビキチン鎖）
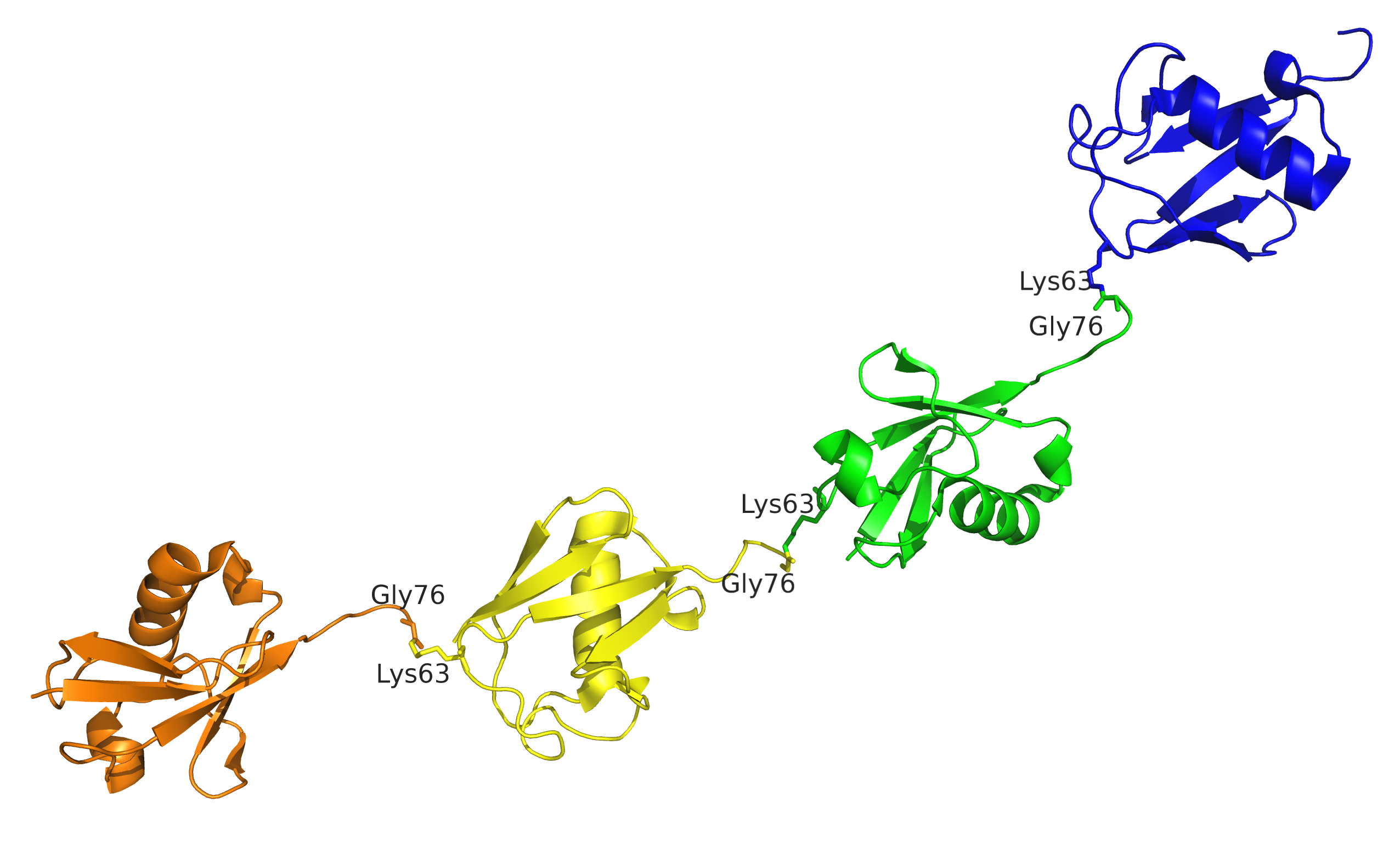
Lys63を介したテトラユビキチン（K63ポリユビキチン鎖）

## ユビキチンシステム

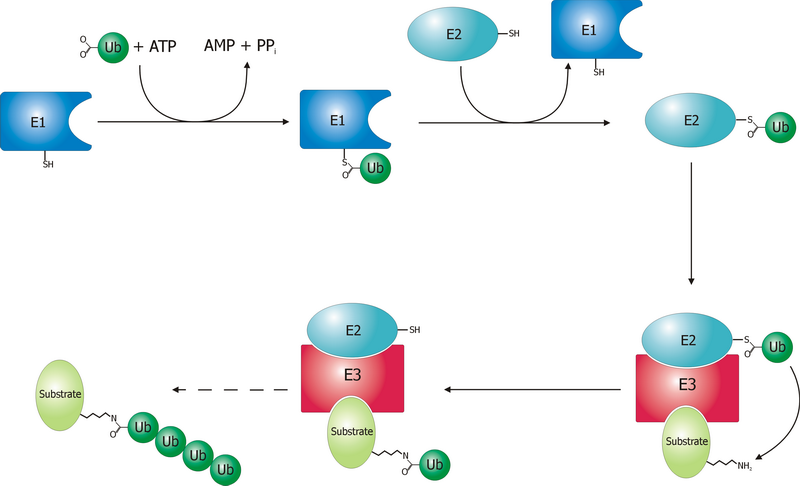
ユビキチン化の概略

標的タンパク質に対するユビキチンの付加はユビキチンシステムと呼ばれ、3つの酵素、ユビキチン活性化酵素 (E1)、ユビキチン結合酵素 (E2)、さらにユビキチン転移酵素(ユビキチンリガーゼ) (E3) によって行われる。標的タンパクのリシンの側鎖のアミノ基 (−NH2) とユビキチンのC末端のグリシンがアミド結合することでひとつめのユビキチンが付加され、更にそのユビキチンの中のリシンの側鎖に更に次のユビキチンが付加する、といった具合に複数のユビキチンが次々と付加されることがわかっている。ユビキチンリガーゼは基質タンパク質のdegronと呼ばれる配列を認識して結合する。Degronの認識にはタンパク質の翻訳後修飾（リン酸化、水酸化、脱アセチル化等）が重要な役割を果たす場合があり、また、どのような修飾がユビキチン化に関与するかはそれぞれの基質によって異なる。例としてレセプターにはリン酸化が、HIF-1αには水酸化がそれぞれ選択的ユビキチン化に必要である。ポリユビキチン化されたタンパク質はプロテアソームと呼ばれる巨大な酵素複合体のプロテアーゼによって分解される（ユビキチン－プロテアソームシステム）。また、一度標的タンパク質に結合してプロテアソームに取り込まれたユビキチンは、脱ユビキチン化酵素（DUB）によって基質から除去され、再利用される。またシグナル伝達やクロマチンの修飾にも用いられる。

## その他
2004年度には「ユビキチンを介したタンパク質分解の発見」の功績により、アーロン・チカノーバー、アーウィン・ローズ 、アブラム・ハーシュコの3人がノーベル化学賞を受賞した。